# Nationalpark Loango
Der Nationalpark Loango (franz. Parc National de Loango) liegt an der Atlantikküste im Südwesten Gabuns, rund 300 km von der Hauptstadt Libreville entfernt. Der etwa 1550 km² große Park wurde 2002 durch den Zusammenschluss des Iguela- sowie des Loango-Reservats gegründet. Er ist einer von dreizehn Nationalparks in Gabun, die der Umstrukturierung der Wirtschaft dienen sollen: weg von den langsam versiegenden Öleinnahmen, hin zum Ökotourismus. Zusammen nehmen sie 10 % der Gesamtfläche Gabuns ein.
Der Park ist dafür bekannt, dass an den weißen Sandstränden die Großtiere Afrikas, darunter Elefanten, Büffel und Flusspferde zu beobachten sind. In dem vermutlich bedeutendsten Nationalpark Gabuns leben bis zu 10.000 Waldelefanten. Weitere häufig zu sehende Tiere sind Flachlandgorillas, Rotbüffel, Antilopen, Pinselohrschweine, Meeresschildkröten, Atlantik-Tarpune, „Süßwassermakrelen“ (Caranx fischeri u. Trachinotus teraia) und Flusspferde.